# Campionati panpacifici di nuoto 2002
I IX Campionati panpacifici di nuoto si svolsero a Yokohama, in Giappone, dal 24 al 29 agosto 2002.

## Paesi partecipanti
- Australia
- Brasile
- Canada
- Cina

- Hong Kong
- Indonesia
- Giappone
- Nuova Zelanda

- Perù
- Porto Rico
- Singapore
- Stati Uniti

## Medagliere
| Posizione | Paese       | Oro | Argento | Bronzo | Totale |
| --------- | ----------- | --- | ------- | ------ | ------ |
| 1         | Stati Uniti | 21  | 16      | 15     | 52     |
| 2         | Australia   | 11  | 14      | 3      | 28     |
| 3         | Giappone    | 2   | 4       | 8      | 14     |
| 4         | Canada      | 0   | 0       | 7      | 7      |
| 5         | Cina        | 0   | 0       | 1      | 1      |
|           | Totale      | 34  | 34      | 34     | 102    |

## Record mondiali stabiliti
| Data           | Gara          | Atleta                                     | Nazionalità | Tempo   |
| -------------- | ------------- | ------------------------------------------ | ----------- | ------- |
| 29 agosto 2002 | 4x100 m mista | A. Peirsol, B. Hansen, M. Phelps, J. Lezak | Stati Uniti | 3'33"48 |

## Risultati

### Uomini
| Evento               | Oro                                                                 | Perform. | Argento                                                         | Perform. | Bronzo                                                    | Perform. |
| Stile libero         |                                                                     |          |                                                                 |          |                                                           |          |
| 50 m                 | Jason Lezak                                                         | 22.22    | Anthony Ervin                                                   | 22.28    | Brett Hawke                                               | 22.40    |
| 100 m                | Ian Thorpe                                                          | 48.84    | Ashley Callus                                                   | 49.26    | Nate Dusing                                               | 49.47    |
| 200 m                | Ian Thorpe                                                          | 1:44.75  | Grant Hackett                                                   | 1:45.84  | Nate Dusing                                               | 1:48.11  |
| 400 m                | Ian Thorpe                                                          | 3:45.28  | Grant Hackett                                                   | 3:45.99  | Klete Keller                                              | 3:48.40  |
| 800 m                | Grant Hackett                                                       | 7:44.78  | Larsen Jensen                                                   | 7:52.05  | Chris Thompson                                            | 7:56.69  |
| 1500 m               | Grant Hackett                                                       | 14:41.65 | Erik Vendt                                                      | 15:02.24 | Larsen Jensen                                             | 15:05.17 |
| Dorso                |                                                                     |          |                                                                 |          |                                                           |          |
| 100 m                | Aaron Peirsol                                                       | 54.22    | Randall Bal                                                     | 54.45    | Tomomi Morita                                             | 55.29    |
| 200 m                | Aaron Peirsol                                                       | 1:56.88  | Matthew Welsh                                                   | 1:57.69  | Keith Beavers                                             | 1:59.35  |
| Rana                 |                                                                     |          |                                                                 |          |                                                           |          |
| 100 m                | Kōsuke Kitajima                                                     | 1:00.36  | Brendan Hansen                                                  | 1:00.84  | Jim Piper                                                 | 1:01.68  |
| 200 m                | Brendan Hansen                                                      | 2.11.54  | Jim Piper                                                       | 2.12.53  | Daisuke Kimura                                            | 2.12.71  |
| Farfalla             |                                                                     |          |                                                                 |          |                                                           |          |
| 100 m                | Ian Crocker                                                         | 52.45    | Geoff Huegill                                                   | 52.48    | Mike Mintenko                                             | 52.69    |
| 200 m                | Tom Malchow                                                         | 1:55.21  | Michael Phelps                                                  | 1:55.82  | Takashi Yamamoto                                          | 1:55.57  |
| Misti                |                                                                     |          |                                                                 |          |                                                           |          |
| 200 m                | Michael Phelps                                                      | 1:59.70  | Takahiro Mori                                                   | 2:00.61  | Tom Wilkens                                               | 2:01.17  |
| 400 m                | Michael Phelps                                                      | 4:12.48  | Erik Vendt                                                      | 4:13.15  | Takahiro Mori                                             | 4:16.35  |
| Staffette            |                                                                     |          |                                                                 |          |                                                           |          |
| 4x100 m stile libero | Australia Ashley Callus Todd Pearson Grant Hackett Ian Thorpe       | 3:15.15  | Stati Uniti Anthony Ervin Scott Tucker Nate Dusing Jason Lezak  | 3:15.41  | Canada Yannick Lupien Mike Mintenko Rick Say Brent Hayden | 3:17.69  |
| 4x200 m stile libero | Australia Grant Hackett Craig Stevens Jason Cram Ian Thorpe         | 7:09.00  | Stati Uniti Nate Dusing Klete Keller Michael Phelps Chad Carvin | 7:11.81  | Canada Rick Say Mike Mintenko Mark Johnston Brian Johns   | 7:17.30  |
| 4x100 m misti        | Stati Uniti Aaron Peirsol Brendan Hansen Michael Phelps Jason Lezak | 3:33.48  | Australia Matthew Welsh Jim Piper Geoff Huegill Ian Thorpe      | 3:34.84  | Canada Riley Janes Mike Brown Mike Mintenko Brent Hayden  | 3:38.17  |

### Donne
| Evento               | Oro                                                                  | Perform. | Argento                                                                    | Perform. | Bronzo                                                           | Perform. |
| Stile libero         |                                                                      |          |                                                                            |          |                                                                  |          |
| 50 m                 | Jenny Thompson                                                       | 25.13    | Jodie Henry                                                                | 25.32    | Tammie Stone                                                     | 25.42    |
| 100 m                | Natalie Coughlin                                                     | 53.99    | Jodie Henry                                                                | 54.55    | Jenny Thompson                                                   | 54.75    |
| 200 m                | Lindsay Benko                                                        | 1:58.74  | Elka Graham                                                                | 1:59.72  | Giaan Rooney                                                     | 1:59.82  |
| 400 m                | Diana Munz                                                           | 4:09.50  | Lindsay Benko                                                              | 4:10.28  | Sachiko Yamada                                                   | 4:10.79  |
| 800 m                | Diana Munz                                                           | 8:30.45  | Sachiko Yamada                                                             | 8:31.89  | Hayley Peirsol                                                   | 8:32.27  |
| 1500 m               | Diana Munz                                                           | 16:07.86 | Sachiko Yamada                                                             | 16:16.28 | Morgan Hentzen                                                   | 16:29.25 |
| Dorso                |                                                                      |          |                                                                            |          |                                                                  |          |
| 100 m                | Natalie Coughlin                                                     | 59.72    | Dyana Calub                                                                | 1:01.49  | Haley Cope                                                       | 1:01.74  |
| 200 m                | Margaret Hoelzer                                                     | 2:11.00  | Aya Terakawa                                                               | 2:12.28  | Jennifer Fratesi                                                 | 2:12.71  |
| Rana                 |                                                                      |          |                                                                            |          |                                                                  |          |
| 100 m                | Amanda Beard                                                         | 1:08.22  | Tara Kirk                                                                  | 1:08.66  | Luo Xuejuan                                                      | 1:08.70  |
| 200 m                | Amanda Beard                                                         | 2:26.31  | Leisel Jones                                                               | 2:26.42  | Kristy Kowal                                                     | 2:27.59  |
| Farfalla             |                                                                      |          |                                                                            |          |                                                                  |          |
| 100 m                | Natalie Coughlin                                                     | 57.88    | Petria Thomas                                                              | 58.11    | Jenny Thompson                                                   | 58.64    |
| 200 m                | Petria Thomas                                                        | 2:08.31  | Mary Descenza                                                              | 2:09.56  | Emily Mason                                                      | 2:10.59  |
| Misti                |                                                                      |          |                                                                            |          |                                                                  |          |
| 200 m                | Tomoko Hagiwara                                                      | 2:13.42  | Gabrielle Rose                                                             | 2:13.93  | Maggie Bowen                                                     | 2:14.28  |
| 400 m                | Jennifer Reilly                                                      | 4:40.84  | Maggie Bowen                                                               | 4:44.39  | Maiko Fujino                                                     | 4:45.79  |
| Staffette            |                                                                      |          |                                                                            |          |                                                                  |          |
| 4x100 m stile libero | Australia Jodie Henry Alice Mills Petria Thomas Sarah Ryan           | 3:39.78  | Stati Uniti Lindsay Benko Natalie Coughlin Rhiannon Jeffrey Jenny Thompson | 3:40.23  | Giappone Tomoko Hagiwara Tomoko Nagai Norie Urabe Koari Yamada   | 3:42.23  |
| 4x200 m stile libero | Stati Uniti Natalie Coughlin Elizabeth Hill Diana Munz Lindsay Benko | 7:56.96  | Australia Petria Thomas Elka Graham Giaan Rooney Alice Mills               | 7:59.25  | Giappone Tomoko Nagai Sachiko Yamada Norie Urabe Maki Mita       | 8:04.01  |
| 4x100 m misti        | Australia Dyana Calub Leisel Jones Petria Thomas Jodie Henry         | 4:00.50  | Stati Uniti Natalie Coughlin Amanda Beard Jenny Thompson Lindsay Benko     | 4:01.15  | Canada Erin Gammel Rhiannon Leier Jennifer Button Laura Nicholls | 4:05.69  |